# 扬·布扎克-费利克斯
扬·布扎克-费利克斯（捷克語：Jan Brzák-Felix，1912年4月6日—1988年7月15日），捷克斯洛伐克男子皮划艇运动员。他曾代表捷克斯洛伐克参加1936年、1948年和1952年夏季奥林匹克运动会皮划艇比赛，获得二枚金牌和一枚银牌。